# Powerlifting ai XVI Giochi paralimpici estivi - +107 kg maschile
Le gare di powerlifting della categoria oltre i 107 kg maschile ai XVI Giochi paralimpici estivi si sono svolte il 30 agosto 2021 presso il Tokyo International Forum.
Il vincitore è stato Jamil Elshebli.

## Risultati
| Pos. | Atleta                | Peso (kg) | Sollevamenti (kg) | Sollevamenti (kg) | Sollevamenti (kg) | Sollevamenti (kg) | Risultato (kg) |
| Pos. | Atleta                | Peso (kg) | 1                 | 2                 | 3                 | 4                 | Risultato (kg) |
| ---- | --------------------- | --------- | ----------------- | ----------------- | ----------------- | ----------------- | -------------- |
|      | Jamil Elshebli        | 134,86    | 236               | 241               | 246               | –                 | 241            |
|      | Mansour Pourmirzaei   | 159,52    | 235               | 241               | 246               | –                 | 241            |
|      | Faris Al-Ageeli       | 127,77    | 222               | 227               | 228               | –                 | 228            |
| 4    | Jhon Freddy Castañeda | 123,07    | 207               | 218               | 224               | –                 | 218            |
| 5    | Konstantinos Dimou    | 153,19    | 218               | 223               | 223               | –                 | 218            |
| 6    | Amr Mosaad            | 113,26    | 206               | 215               | 218               | –                 | 206            |
| 7    | Chun Keun-bae         | 151,60    | 200               | 210               | 210               | –                 | 200            |
| –    | Shamo Aslanov         | 134,52    | 217               | 225               | 230               | –                 | –              |